# Bhutaniella
Bhutaniella is een geslacht van spinnen uit de  familie van de Sparassidae (jachtkrabspinnen).

## Soorten
- Bhutaniella dunlopi Jäger, 2001
- Bhutaniella gruberi Jäger, 2001
- Bhutaniella haenggii Jäger, 2001
- Bhutaniella hillyardi Jäger, 2000
- Bhutaniella kronestedti Vedel & Jäger, 2005
- Bhutaniella rollardae Jäger, 2001
- Bhutaniella scharffi Vedel & Jäger, 2005
- Bhutaniella sikkimensis (Gravely, 1931)